# 外委
外委，清代的額外低級武官，有外委千總、外委把總， 職位和千總、把總相同，但薪俸較低。外委把總，正九品。額外外委，從九品。各掌營、哨汛地。